# Catégorisation sociale
La catégorisation sociale est un processus consistant à regrouper en catégories des individus et groupes d'individus « semblant présenter des caractéristiques sociales communes afin de créer une image structurée d'une réalité sociale. »
Selon Gordon W. Allport, il consiste à se classer et à classer autrui dans des ensembles qui sembleraient refléter les ressemblances et les différences entre les membres de ces catégories. La catégorisation sociale ne doit pas être confondue avec les stéréotypes qui sont des représentations cognitives de l'apanage des membres d'une catégorie donnée, que l'individu catégorisant lui-même ou autrui dans un ensemble donné, perçoit comme typique.

## Origines
Il est à présent établi que l'être humain ne sait pas comme une page vierge, mais a bien, de façon innée et non acquise, un ensemble de « câblages pré-établis »[réf. souhaitée]. Un consensus général est que l'esprit est en quelque sorte compartimenté ou qu'il classe les objets et concepts dans des « modules ». Il en découlerait donc que l'« objet social » serait classifié comme le sont tous les autres concepts et objets auxquels est confronté un individu.
Dans l'article Les Pentes cognitives naturelles de la catégorisation sociale de Laurent Cordonier, celui-ci postule que la catégorisation sociale aurait pour origine une tendance cognitive et spontanée de l'être humain, donc innée et non apprise, à se catégoriser socialement ainsi qu'autrui et ce à travers trois axes : 
- Une catégorisation horizontale : repérant les relations d’affiliation entre des individus ;
- Une catégorisation verticale : identifiant les relations de dominance entre des individus ;
- Une catégorisation transversale : distinguant ces individus selon leur sexe et leur âge.